# Peridroma clerica
Peridroma clerica är en fjärilsart som beskrevs av Butler 1882. Peridroma clerica ingår i släktet Peridroma och familjen nattflyn. Inga underarter finns listade i Catalogue of Life.